# Jesús Vidal (actor)
Jesús Vidal Navarro (León, 26 de febrero de 1975) es un actor español. En 2019 ganó el premio Goya al mejor actor revelación por su papel en la película Campeones.

## Biografía
Natural de León, desde su nacimiento tiene una discapacidad visual del 90 % por miopía patológica y ceguera total en el ojo derecho, al sufrir varios desprendimientos de retina. Después de licenciarse en Filología Hispánica, cursó un máster de periodismo en la agencia EFE y durante las prácticas estuvo trabajando en la sección de deportes. Es aficionado al ciclismo y seguidor de la Real Sociedad y los Boston Celtics de la NBA. Entre los actores le encanta Willem Dafoe.
Durante un tiempo ha compaginado los estudios con la dramaturgia. Formado en distintas escuelas de artes escénicas, estrenó su primera obra de teatro en 2015 y posteriormente ha hecho cursos de interpretación en el Centro Dramático Nacional. En 2014 aparcó el periodismo para dedicarse por completo a la interpretación.
Su primer papel en cine fue como actor de reparto en la película Campeones (Javier Fesser, 2018), donde interpreta a Marín, miembro de un equipo de baloncesto formado por personas con discapacidad intelectual. La cinta fue el mayor éxito de recaudación del cine español en 2018, y Vidal fue reconocido en la 33.ª edición de los premios Goya con el galardón a mejor actor revelación. Su discurso en los premios Goya conmovió a todo el mundo porque lo hizo desde el corazón. El discurso lo tenía pensado, pero no lo llevaba escrito, sabía lo que quería decir y a quien iba dirigido, "y se dejó llevar por la emoción del momento".
Es autor del libro "Sala de Espera" (editado por Martínez Roca), un libro testimonio, mezcla de sus vivencias y sus poemas (4 relatos, 10 poemas y fragmentos de su diario). La obra tiene el mismo título que su primera obra teatral "Sala de Espera", con la que recorrió las salas de León haciendo bolos. El título se refiere a todo el tiempo (80%) que la gente se tira esperando.
En su carrera como actor continúa en el Teatro Calderón, haciendo de loco en la obra de teatro "Alguien voló sobre el nido del cuco".

## Filmografía

### Cine
| Año  | Película                                           | Director                | Personaje        |
| ---- | -------------------------------------------------- | ----------------------- | ---------------- |
| 2018 | Campeones                                          | Javier Fesser           | Marín            |
| 2018 | Ni distintos ni diferentes: campeones (documental) | Álvaro Longoria         | Él mismo         |
| 2019 | Remember me                                        | Martín Rosete           | Paciente Origami |
| 2020 | Estándar                                           | Fernando Gómez González | Francisco        |
| 2021 | García y García                                    | Ana Murugarren          | Rubén            |
| 2021 | La familia perfecta                                | Arantxa Echevarría      | Don Custodio     |
| 2022 | Por los pelos                                      | Nacho G. Velilla        | Tommy            |
| 2023 | Campeonex                                          | Javier Fesser           | Marín            |

### Televisión

#### Programas de televisión
| Año         | Programa          | Papel                         | Cadena   |
| ----------- | ----------------- | ----------------------------- | -------- |
| 2019        | El hormiguero 3.0 | Invitado                      | Antena 3 |
| 2019        | La Resistencia    | Invitado                      | #0       |
| 2019 - 2020 | Zapeando          | Colaborador                   | laSexta  |
| 2020        | Donde viajan dos  | Presentador junto a El Langui | La 1     |

#### Series de televisión
| Año         | Serie                  | Papel   | Cadena             | Notas       |
| ----------- | ---------------------- | ------- | ------------------ | ----------- |
| 2020        | Vamos Juan             | Jorge   | TNT España         | 4 episodios |
| 2020 - 2021 | Pequeñas coincidencias | Marcial | Amazon Prime Video | 4 episodios |

## Premios y nominaciones
Premios Goya
| Año  | Categoría              | Película  | Resultado |
| ---- | ---------------------- | --------- | --------- |
| 2019 | Mejor actor revelación | Campeones | Ganador   |

Medallas del Círculo de Escritores Cinematográficos
| Año  | Categoría              | Película  | Resultado |
| ---- | ---------------------- | --------- | --------- |
| 2018 | Mejor actor revelación | Campeones | Ganador   |